# برنامه لندست

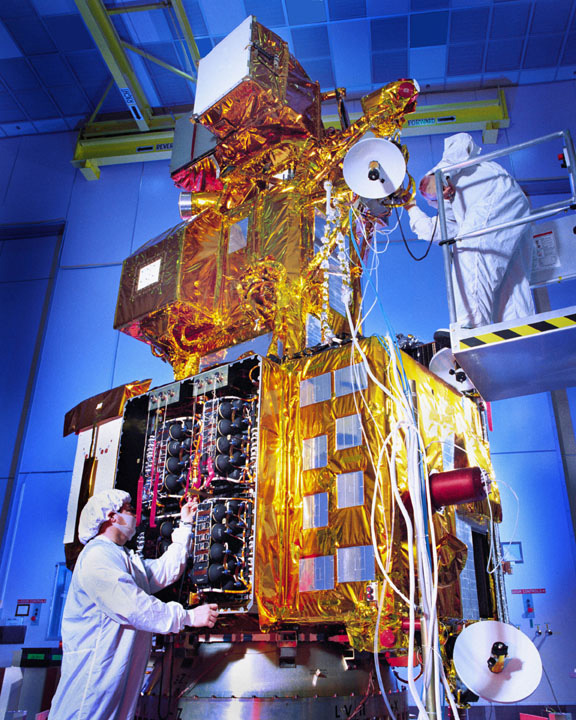
لندست ۷

برنامه لندست (به انگلیسی: Landsat program) طولانی‌ترین پروژه فعال تصویربرداری ماهواره‌ای از زمین است که از ۲۳ ژوئیه ۱۹۷۳ با پرتاب ماهواره فناوری منابع زمینی (Earth Resources Technology Satellite) آغاز شده‌است. این ماهواره در نهایت به لندست تغییر نام یافت. لندست نام مجموعه‌ای از ماهواره‌های سنجش از دور است که برای جمع‌آوری اطلاعات از منابع زمینی در یک چهارچوب منظم و سیستماتیک طراحی شده‌است. لندست 9 جدیدترین ماهواره از این گروه است که در سپتامبر ۲۰۲۱ به فضا پرتاب شد.با توجه به شکست لندست ۶ در قرارگیری در مدار خود، لندست ۹ هشتمین ماهواره از برنامه لندست به‌شمار می‌رود. از اطلاعات این ماهواره‌ها می‌توان در تعیین کاربری اراضی، اکتشافات زمین‌شناسی، کانی‌شناسی، مدیریت جنگل‌داری و کشاورزی و کارتوگرافی استفاده نمود.

## ماهواره‌ها
| ابزار   | تصویر     | تاریخ پرتاب              | پایان فعالیت   | مدت فعالیت             | یادداشت‌ها |
| ------- | --------- | ------------------------ | -------------- | ---------------------- | --- |
| لندست ۱ | Landsat 1 | ۲۳ ژوئیه ۱۹۷۲            | ۶ ژانویه ۱۹۷۸  | ۵ سال، ۶ ماه و ۱۴ روز  | نام اولیه آن «ماهواره فناوری منابع زمینی» بود. لندست ۱ دو ابزار مهم داشت: دوربینی به نام RBV و سنجنده چند طیفی (MSS) |
| لندست ۲ | Landsat 2 | ۲۲ ژانویه ۱۹۷۵           | ۲۵ فوریه ۱۹۸۲  | ۷ سال، ۱ ماه و ۳ روز   | تقریباً مشابه لندست ۱ بود و ابزارهای RBV و MSS همان مشخصات لندست ۱ را داشتند. |
| لندست ۳ | Landsat 3 | ۵ مارس ۱۹۷۸              | ۳۱ مارس ۱۹۸۳   | ۵ سال و ۲۶ روز         | تقریباً مشابه لندست ۱ و ۲ بود و ابزارهای RBV و MSS همان مشخصات لندست ۱ را داشتند، با این تفاوت که سنجنده MSS مجهز به باند حرارتی کوتاه‌مدت بود که در مقایسه با نسل‌های پیشین، کاربرد علمی بیشتری داشت.                          |
| لندست ۴ | Landsat 4 | ۱۶ ژوئیه ۱۹۸۲            | ۱۴ دسامبر ۱۹۹۳ | ۱۱ سال، ۴ ماه و ۲۸ روز | لندست ۴ دارای سنجنده به‌روزشده MSS نسبت به نسل‌های پیشین بود. |
| لندست ۵ | Landsat 5 | ۱ مارس ۱۹۸۴              | ۵ ژوئیه ۲۰۱۳   | ۲۹ سال، ۳ ماه و ۴ روز  | تقریباً مشابه لندست ۴. طولانی‌ترین مدت فعالیت در میان ماهواره‌های دیده‌بانی زمین در تاریخ. ابزارها و سنجنده‌های این ماهواره مشابه لندست ۴ بود.                                                                                    |
| لندست ۶ | Landsat 6 | ۵ اکتبر ۱۹۹۳             | ۵ اکتبر ۱۹۹۳   | ۰ روز                  | نتوانست در مدار قرار گیرد. لندست ۶ نسخه به‌روزشده لندست ۵ بود که علاوه بر سنجنده MSS به سنجنده ETM نیز مجهز شده بود که امکان تهیه تصاویر با وضوح ۱۵ متر در باند تک‌رنگ را فراهم می‌ساخت.                                        |
| لندست ۷ | Landsat 7 | ۱۵ آوریل ۱۹۹۹            | همچنان فعال    | ۲۵ سال، ۱۱ ماه و ۳ روز | ابزار مهم لندست ۷ سنجنده +ETM است و همچنان مشغول با امکان تهیه تصاویر با وضوح ۱۵ متر در باند تک‌رنگ فعالیت است. |
| لندست ۸ | Landsat 8 | ۱۱ فوریه ۲۰۱۳            | همچنان فعال    | ۱۲ سال، ۱ ماه و ۷ روز  | نام اولیه آن از زمان پرتاب تا ۳۰ مه ۲۰۱۳ که مدیریت آن از ناسا به سازمان زمین‌شناسی آمریکا واگذار شد، «مأموریت پوسته داده لندست» بود. لندست ۸ دارای دو سنجنده تصویربردار عملیاتی زمین (OLI) و سنجنده فروسرخ حرارتی (TIRS) است. |
| لندست ۹ |           | دسامبر ۲۰۲۰ (طبق انتظار) |                |                        | لندست ۹ نسخه به‌روز شده و بازسازی‌شده لندست ۸ خواهد بود. |

جدول زمانی